# Liga I 2021-22
La temporada 2021-22 fue la centésima tercera edición de la Liga I la máxima categoría del fútbol profesional en Rumania, y organizada por la Liga Profesionistă de Fotbal. La temporada comenzó el 15 de julio de 2021 y finalizó el 29 de mayo de 2022.
CFR Cluj es el campeón defensor tras conseguir la temporada pasada el sexto título de liga de su historia y el cuarto consecutivo.

## Formato
Los 16 equipos participantes jugarán entre sí todos contra todos dos veces totalizando 30 partidos cada uno, al término de la fecha 30 los seis primeros clasificados pasarán a jugar la ronda por el campeonato, mientras que los otros diez pasarán a jugar la ronda por la permanencia.
Los clubes comenzarán en la fase siguiente con los puntos reducidos a la mitad y sin ningún récord estadístico, es decir sin goles ni partidos.

## Ascensos y descensos
El primer club en ascender fue el FCU Craiova 1948 que regresó a la Liga I tras 10 años de ausencia. El segundo club en ascender fue el Rapid de Bucarest que vuelve a la Liga I tras 6 temporadas. El tercer club en ascender fue el CS Mioveni, luego de su victoria por 2-1 contra FC Hermannstadt el 2 de junio de 2021, en los play-offs de ascenso/descenso. Mioveni volvió a la Liga I tras 9 años de ausencia.
En junio de 2021, Gheorghe Hagi (propietario de FC Viitorul Constanța), el presidente Gheorghe Popescu y el propietario del Farul Constanța, Ciprian Marica, anunciaron en una conferencia de prensa que sus dos clubes se fusionaron; Por lo tanto, el club de segunda división Farul Constanța ocupó el lugar de Viitorul en la Liga I 2021-22.
| Pos. | Descendido de la Liga I 2020-21 |
| ---- | ------------------------------- |
| 8.º  | Hermannstadt                    |
| 9.º  | Astra Giurgiu                   |
| 10.º | Politehnica Iași                |

| Pos. | Ascendidos de la Liga II 2020-21 |
| ---- | -------------------------------- |
| 1.º  | FCU Craiova 1948                 |
| 2.º  | Rapid de Bucarest                |
| 3.º  | Mioveni                          |

## Equipos participantes
| Club                  | Ciudad          | Estadio                          | Capacidad |
| --------------------- | --------------- | -------------------------------- | --------- |
| Academica Clinceni    | Clinceni        | Stadionul Clinceni               | 4.500     |
| Argeș Pitești         | Pitești         | Estadio Nicolae Dobrin           | 15.000    |
| FC Botoșani           | Botoșani        | Estadio Municipal de Botoșani    | 7.782     |
| CFR Cluj              | Cluj-Napoca     | Estadio Dr. Constantin Rădulescu | 23.500    |
| Chindia Târgoviște    | Târgoviște      | Estadio Municipal de Buzău       | 13.400    |
| Dinamo București      | Bucarest        | Stadionul Dinamo                 | 15.032    |
| FCSB                  | Bucarest        | Arena Națională                  | 55.634    |
| Gaz Metan Mediaș      | Mediaș          | Estadio Gaz Metan                | 7.814     |
| CS Mioveni            | Mioveni         | Estadio Orășenesc                | 10.000    |
| Sepsi Sfântu Gheorghe | Sfântu Gheorghe | Stadion Sepsi OSK                | 8.400     |
| Universitatea Craiova | Craiova         | Estadio Ion Oblemenco            | 30.929    |
| FCU Craiova 1948      | Craiova         | Estadio Ion Oblemenco            | 30.929    |
| Rapid Bucarest        | Bucarest        | Estadio Rapid-Giulești           | 14.047    |
| UTA Arad              | Arad            | Estadio Francisc von Neumann     | 8.500     |
| FCV Farul Constanța   | Constanța       | Estadio Viitorul (Ovidiu)        | 4.554     |
| FC Voluntari          | Voluntari       | Estadio Anghel Iordănescu        | 4.600     |

## Temporada regular

### Clasificación
| Pos. | Equipo                | Pts. | PJ | G  | E  | P  | GF | GC | Dif. | Clasificación    |
| ---- | --------------------- | ---- | -- | -- | -- | -- | -- | -- | ---- | ---------------- |
| 1    | CFR Cluj              | 76   | 30 | 24 | 4  | 2  | 48 | 16 | +32  | Grupo Campeonato |
| 2    | Steaua de Bucarest    | 62   | 30 | 18 | 8  | 4  | 54 | 28 | +26  | Grupo Campeonato |
| 3    | Universitatea Craiova | 54   | 30 | 16 | 6  | 8  | 55 | 29 | +26  | Grupo Campeonato |
| 4    | Argeș Pitești         | 48   | 30 | 14 | 6  | 10 | 28 | 22 | +6   | Grupo Campeonato |
| 5    | Farul Constanța       | 48   | 30 | 14 | 6  | 10 | 42 | 21 | +21  | Grupo Campeonato |
| 6    | Voluntari             | 47   | 30 | 13 | 8  | 9  | 31 | 27 | +4   | Grupo Campeonato |
| 7    | Botoșani              | 46   | 30 | 11 | 13 | 6  | 33 | 28 | +5   | Grupo Descenso   |
| 8    | UTA Arad              | 40   | 30 | 9  | 13 | 8  | 24 | 20 | +4   | Grupo Descenso   |
| 9    | Rapid de Bucarest     | 40   | 30 | 9  | 13 | 8  | 34 | 31 | +3   | Grupo Descenso   |
| 10   | Sepsi OSK             | 39   | 30 | 9  | 12 | 9  | 33 | 29 | +4   | Grupo Descenso   |
| 11   | Chindia Târgoviște    | 35   | 30 | 8  | 11 | 11 | 23 | 23 | 0    | Grupo Descenso   |
| 12   | FC U Craiova          | 33   | 30 | 8  | 9  | 13 | 31 | 35 | −4   | Grupo Descenso   |
| 13   | Mioveni               | 29   | 30 | 6  | 11 | 13 | 19 | 36 | −17  | Grupo Descenso   |
| 14   | Dinamo de Bucarest    | 17   | 30 | 4  | 5  | 21 | 24 | 66 | −42  | Grupo Descenso   |
| 15   | Academica Clinceni    | 14   | 30 | 3  | 5  | 22 | 21 | 64 | −43  | Grupo Descenso   |
| 16   | Gaz Metan Mediaș      | 2    | 30 | 6  | 6  | 18 | 21 | 46 | −25  | Grupo Descenso   |

 Fuente: LPF (en rumano); Soccerway
Criterios de clasificación: 1) Puntos; 2) Puntos en partidos directos; 3) Gol diferencia en partidos directos; 4) Goles anotados en partidos diretos; 5) Gol diferencia; 6) Goles anotados; 7) Play-off.

## Grupo Campeonato
| Pos. | Equipo                | Pts. | PJ | G | E | P | GF | GC | Dif. | Clasificación                                                     |
| ---- | --------------------- | ---- | -- | - | - | - | -- | -- | ---- | ----------------------------------------------------------------- |
| 1    | CFR Cluj              | 57   | 10 | 6 | 1 | 3 | 18 | 9  | +9   | Primera fase clasificatoria de la Liga de Campeones 2022-23       |
| 2    | FCSB                  | 56   | 10 | 8 | 1 | 1 | 24 | 7  | +17  | Segunda fase clasificatoria de la Liga Europa Conferencia 2022-23 |
| 3    | Universitatea Craiova | 48   | 10 | 7 | 0 | 3 | 22 | 9  | +13  | Play-offs para entrar en la Liga Europa Conferencia               |
| 4    | Voluntari             | 35   | 10 | 3 | 2 | 5 | 9  | 14 | −5   |                                                                   |
| 5    | Farul Constanța       | 32   | 10 | 2 | 2 | 6 | 5  | 16 | −11  |                                                                   |
| 6    | Argeș Pitești         | 27   | 10 | 1 | 0 | 9 | 3  | 26 | −23  |                                                                   |

 Fuente: Soccerway, FRF, LPF
Criterios de clasificación: 1) Points; 2) Points without rounding; 3) Head-to-head points; 4) Head-to-head goal difference; 5) Head-to-head goals scored; 6) Goal difference; 7) Goals scored; 8) Play-off (only if needed to decide champion or teams for UEFA competitions). (Note: only criteria 6 and 7 are applied to establish the classification during the competition.)

## Grupo Descenso
| Pos. | Equipo             | Pts. | PJ | G | E | P | GF | GC | Dif. | Clasificación o descenso                            |
| ---- | ------------------ | ---- | -- | - | - | - | -- | -- | ---- | --------------------------------------------------- |
| 7    | Sepsi OSK          | 42   | 9  | 7 | 1 | 1 | 21 | 4  | +17  | Play-offs para entrar en la Liga Europa Conferencia |
| 8    | Botoșani           | 41   | 9  | 6 | 0 | 3 | 18 | 9  | +9   | Play-offs para entrar en la Liga Europa Conferencia |
| 9    | Rapid București    | 39   | 9  | 6 | 1 | 2 | 22 | 7  | +15  |                                                     |
| 10   | FCU Craiova        | 34   | 9  | 5 | 2 | 2 | 14 | 11 | +3   |                                                     |
| 11   | UTA Arad           | 33   | 9  | 4 | 1 | 4 | 10 | 6  | +4   |                                                     |
| 12   | Mioveni            | 31   | 9  | 5 | 1 | 3 | 12 | 10 | +2   |                                                     |
| 13   | Chindia Târgoviște | 26   | 9  | 2 | 2 | 5 | 8  | 8  | 0    | Promoción de descenso                               |
| 14   | Dinamo București   | 23   | 9  | 4 | 2 | 3 | 14 | 11 | +3   | Promoción de descenso                               |
| 15   | Academica Clinceni | 7    | 9  | 0 | 0 | 9 | 4  | 32 | −28  | Descenso a Liga II                                  |
| 16   | Gaz Metan Mediaș   | 4    | 9  | 1 | 0 | 8 | 6  | 31 | −25  | Descenso a Liga II                                  |

 Fuente: Soccerway, FRF, LPF
Criterios de clasificación: 1) Points; 2) Points without rounding; 3) Points in the regular season; 4) Goal difference; 5) Goals scored; 6) Play-off (only if needed to decide teams for relegation). (Note: only criteria 4 and 5 are applied to establish the classification during the competition.)

## Play-offs por la permanencia
Los equipos clasificados 13.° y 14.° de la Liga I se enfrentan al equipo clasificado 3.° y 4.° de la Liga II.
| Equipo 1           | Agr.         | Equipo 2           | Ida | Vuelta |
| ------------------ | ------------ | ------------------ | --- | ------ |
| Concordia Chiajna  | 2–2 (1–4 p.) | Chindia Târgoviște | 2–1 | 0–1    |
| Universitatea Cluj | 3–1          | Dinamo București   | 2–0 | 1–1    |

| 21 de mayo de 2022 | Concordia Chiajna                    | 2–1 | Chindia Târgoviște | Stadionul Concordia, Chiajna          |                                       |
|                    | Voicu 58' (pen.) · Pițian 68' (o.g.) |     | Florea 50'         | Árbitro(s): Marcel Bîrsan (București) | Árbitro(s): Marcel Bîrsan (București) |

| 29 de mayo de 2022 | Chindia Târgoviște            | 1–0 | Concordia Chiajna | Estadio Ilie Oană, Ploiesti |                           |
|                    | Chamed 90+1' · Penalties 4-1' |     |                   | Árbitro(s): István Kovács   | Árbitro(s): István Kovács |

- Chindia Târgoviște se mantiene en Liga I
| 21 de mayo de 2022 | Universitatea Cluj        | 2–0 | Dinamo București | Cluj Arena, Cluj                                                   |                                                                    |
|                    | Remacle 14' · Boiciuc 83' |     |                  | Asistencia: 20.000 espectadores Árbitro(s): Cătălin Popa (Pitești) | Asistencia: 20.000 espectadores Árbitro(s): Cătălin Popa (Pitești) |

| 29 de mayo de 2022 | Dinamo București | 1–1 | Universitatea Cluj | Stadionul Dinamo, Bucarest                                |                                                           |
|                    | Morar 19'        |     | Tescan 17'         | Asistencia: 13.770 espectadores Árbitro(s): Radu Petrescu | Asistencia: 13.770 espectadores Árbitro(s): Radu Petrescu |

- Universitatea Cluj asciende a Liga I, Dinamo de Bucarest desciende por primera vez en su historia.

## Goleadores
| Pos. | Jugador           | Club                  | Goles |
| ---- | ----------------- | --------------------- | ----- |
| 1    | Florin Tănase     | FCSB                  | 20    |
| 2    | Jefté Betancor    | FCV Farul Constanța   | 15    |
| 3    | Gabriel Debeljuh  | CFR Cluj              | 14    |
| 4    | Andrei Ivan       | Universitatea Craiova | 13    |
| 4    | Jovan Marković    | Universitatea Craiova | 13    |
| 5    | Andrea Compagno   | FCU Craiova 1948      | 12    |
| 6    | Gustavo Vagenin   | Universitatea Craiova | 10    |
| 6    | Ciprian Deac      | CFR Cluj              | 10    |
| 7    | Claudiu Petrila   | CFR Cluj              | 9     |
| 7    | Octavian Popescu  | FCSB                  | 9     |
| 7    | Adrian Petre      | FCV Farul Constanța   | 9     |
| 7    | Mihai Roman       | FC Botoșani           | 9     |
| 8    | David Miculescu   | UTA Arad              | 8     |
| 8    | Claudiu Bălan     | FCU Craiova 1948      | 8     |
| 8    | Deian Sorescu     | Dinamo Bucuresti      | 8     |
| 8    | Marius Ștefănescu | Sepsi OSK             | 8     |